# Jonna Andersson
Jonna Andersson (Mjölby, 1993. január 2. –) svéd női válogatott labdarúgó. Az angol bajnokságban érdekelt Chelsea védője.

## Pályafutása

### Klubcsapatokban
Szülővárosában a labdarúgással és floorball-al töltötte szabadidejét, amikor 2009-ben csatlakozott a Linköpinghez.

#### Linköping
Első három szezonjában általában csereként lépett pályára, de elkötelezett és gyors játékával 2013-ra az együttes egyik legmegbízhatóbb védőjévé vált, ráadásul a 13-15 éves korosztály edzőjeként szakmai tapasztalatokra is szert tett. A piros-kékekkel 3 bajnoki címet és három kupagyőzelmet abszolvált, teljesítményevel pedig a hazai és a nemzetközi porondon is elismerést szerzett.

#### Chelsea
A Chelsea-hez 2017. november 20-án írt alá és balszélsőként játszott első szezonjában. 2019 novemberében 2022-ig meghosszabbította szerződését.

### A válogatottban
2012-ben tagja volt az U19-es Európa-bajnokságot megnyerő válogatottnak, majd a Skócia elleni 6-0-ra megnyert mérkőzésen mutatkozhatott be a felnőtt keretben. A riói olimpián 45 percet kapott Brazília ellen, végül ezüstérmet szerzett hazája színeiben. A 2017-es Európa-bajnokságon és a 2019-es világbajnokságon már a válogatott oszlopos tagjaként léphetett pályára. Franciaországból világbajnoki bronzérmesként tért haza.

## Sikerei

### Klubcsapatokban
Svéd bajnok (3):
- Linköping (3): 2009, 2016, 2017

 Svéd kupagyőztes (3):
- Linköping (2): 2014, 2015, 2017

 Angol bajnok (2):
- Chelsea (2): 2017–18, 2019–20

 Angol kupagyőztes (1):
- Chelsea (1): 2018

 Angol szuperkupa (1):
- Chelsea (1): 2020

 Angol ligakupa győztes (2):
- Chelsea (2): 2020, 2021

### A válogatottban
Svédország
- Világbajnoki bronzérmes (1): 2019
- Olimpiai ezüstérmes (2): 2016, 2020[4]
- U19-es Európa-bajnoki aranyérmes (1): 2012
- Algarve-kupa győztes: 2018